# Tzatziki

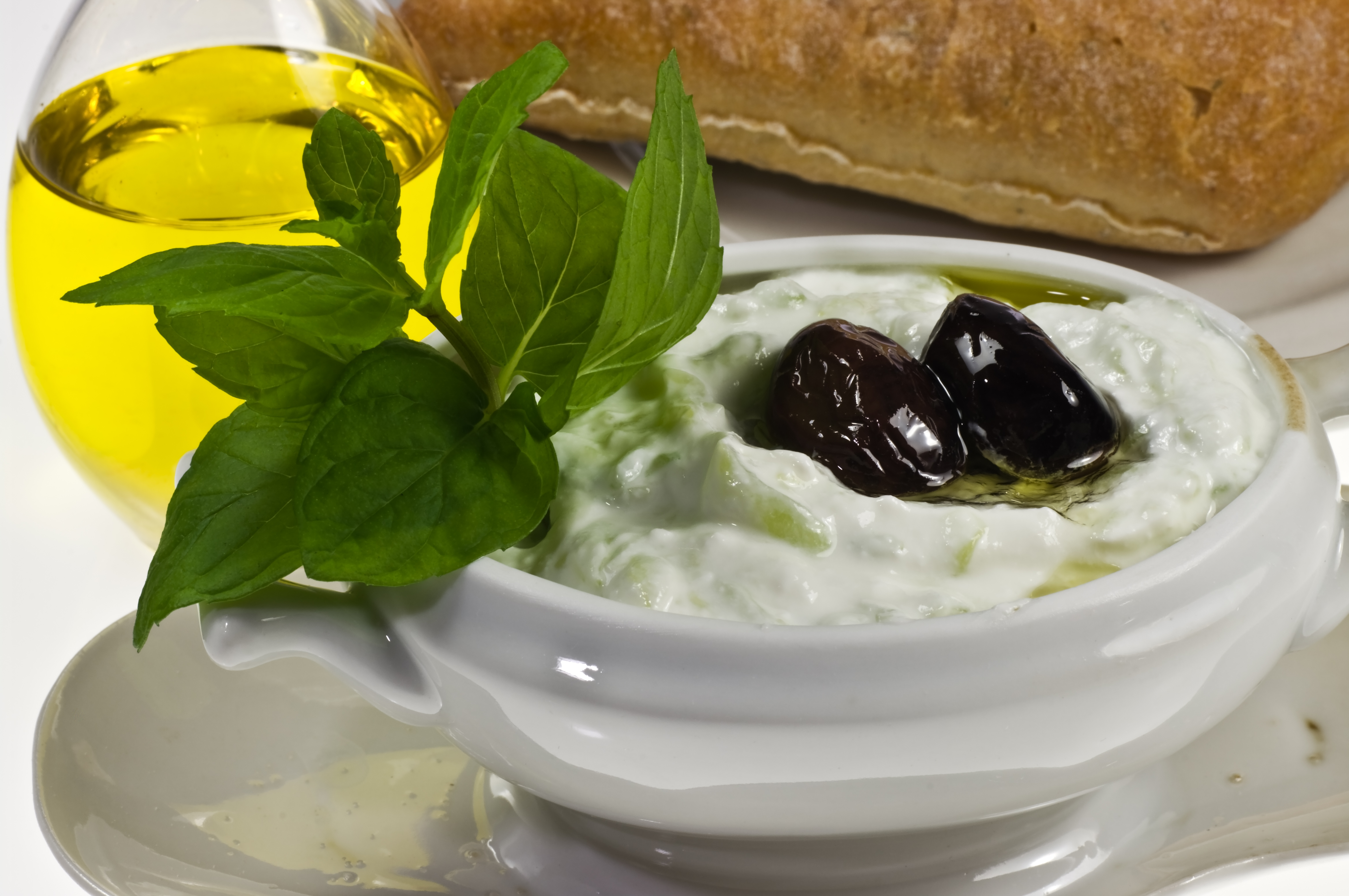
Tzatziki jako przystawka

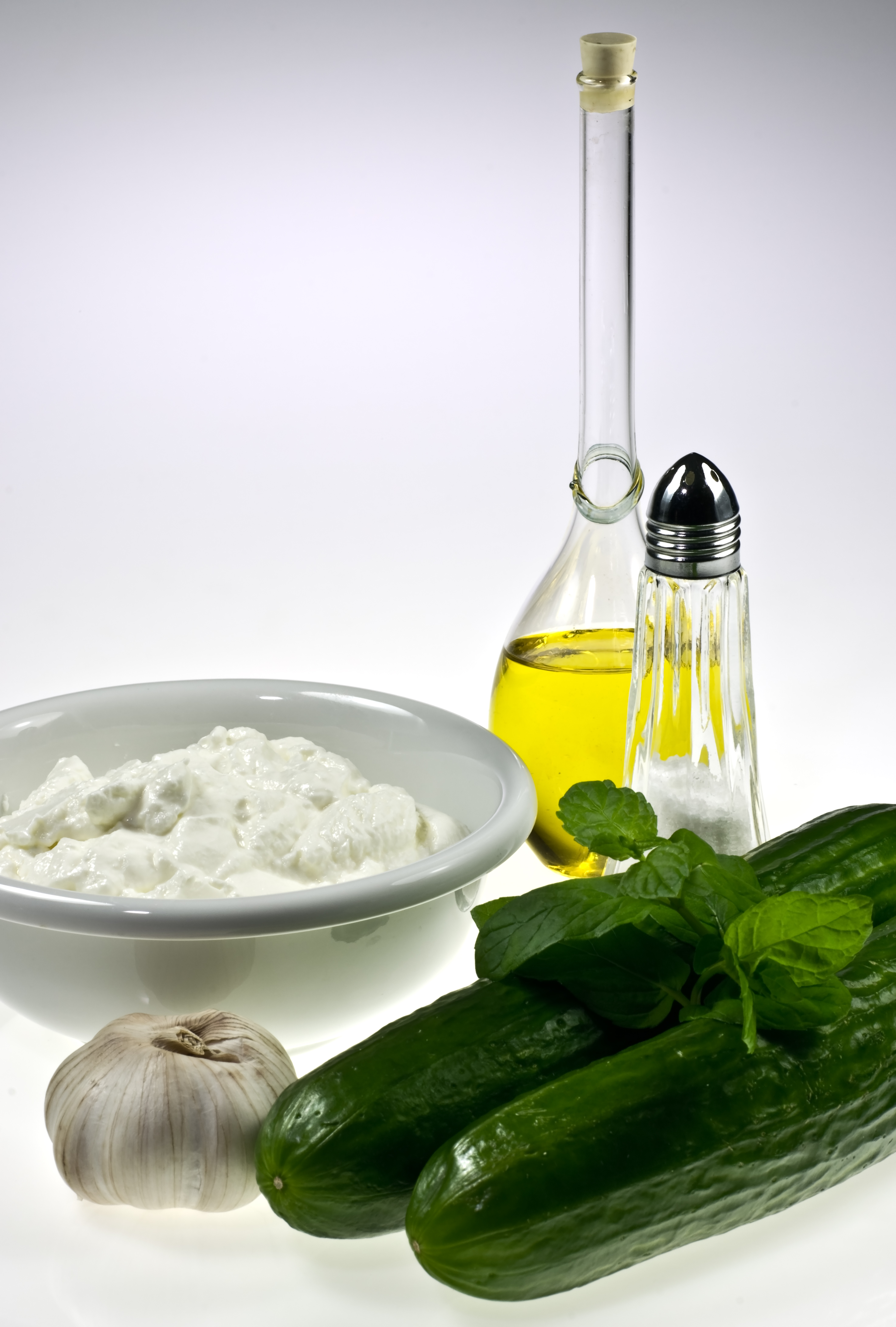
Podstawowe składniki sosu

Tzatziki (ngr. τζατζίκι, wym. dzadz-iki, cacyki) – dip (sos) grecki, podawany jako dodatek do dań z grilla, smażonych, pieczonych lub oddzielnie. 
Jest najpopularniejszą przystawką w kuchni greckiej; spożywany też z zapieczonym pieczywem.
Niezbędne składniki tzatziki:
- grecki, gęsty jogurt 10%[2]
- drobno poszatkowany ogórek, posolony i odciśnięty z soku,
- roztarty lub sproszkowany czosnek,
- oliwa.

Składniki często dodawane:
- ocet winny
- papryka biała
- pieprz, koperek
- rdzeń korzenia pietruszki

Istnieje wiele przepisów, w których m.in. do wymieszanej masy dodaje się też oliwki, sok cytrynowy, miętę, fetę oraz inne przyprawy do smaku.

## Literatura
- Σοφία Σκούρα: Μεγάλη Ελληνικη Κουζίνα [Wielka kuchnia grecka]. Αθήνα: Φυτρακη, 2008, ISBN 978-960-535-569-2
- Greckie regulacje prawne: Κωδικοποίηση της αγορανομικής διάταξης 14/89, ΚΕΦΑΛΑΙΟ 19. ΕΙΔΙΚΕΣ ΡΥΘΜΙΣΕΙΣ ΓΙΑ ΤΡΟΦΙΜΑ ΚΑΙ ΠΟΤΑ